# サンタ・ヴェネリーナ
サンタ・ヴェネリーナ（イタリア語: Santa Venerina, シチリア語: Santa Vinirina）は、イタリア共和国シチリア州カターニア県にある、人口約8,500人の基礎自治体（コムーネ）。

## 地理

### 位置・広がり

#### 隣接コムーネ
隣接するコムーネは以下の通り。
- アチレアーレ
- ジャッレ
- ザッフェラーナ・エトネーア